# Dag Nasty
Dag Nasty es un grupo estadounidense de punk de mediados de los 80s, formado por Brian Baker, exbajista de Minor Threat, contemporáneos de otras agrupaciones similares como Bad Religion y Descendents. El nombre proviene de una expresión del slang utilizada para referirse a algo desagradable o en una expresión positiva.

## Historia
Dag Nasty se formó en 1985 por Brian Baker —ex-Minor Threat— junto a Colin Sears, Roger Marbury —ambos ex-Bloody Manequin Orchestra—, y Shawn Brown, los cuales grabara un demo y material que posteriormente sería publicado en el álbum recopilatorio 85-86, tiempo después Brown saldría de la banda, siendo reemplazado por Dave Smalley, roadie de la banda y exvocalista de DYS, con quien grabaran el primer álbum titulado Can I Say en 1986, contando con la producción de Ian MacKaye. El año siguiente Smalley decide abandonar la banda para continuar su educación en Israel, varios fueron los prospectos para ocupar la vacante, uno de ellos siendo Kevin Seconds, vocalista de 7 Seconds. Finalmente Peter Cortner se integra como vocalista, junto a Cortner, Doug Carrion, ex-Descendents, se incorpora como bajista para grabar Wig Out at Denko's.
En 1988 es lanzado Field Day en Giant Records, con Scott Garret sustituyendo a Sears, debido a un quiste en la mano que le impedía tocar la batería, de manera temporal London May, de la agrupación Samhain, ocupó el puesto. El álbum se caracterizó por el sonido cargado de melodías pop mezcladas con elementos del hardcore y metal. Posterior al lanzamiento de Field Day la banda se desintegra, ya que Baker decide unirse a la banda Junkyard, de igual manera, los demás miembros siguen sus pasos al formar otros proyectos.
Four on the Floor es editado en 1992 tras la reunión de Dag Nasty, contando con el regreso de Smalley tras el micrófono, Sears como baterista y Marbury como bajista, Baker aparece como Dale Nixon en los créditos ya que en ese entonces se encontraba bajo contrato con Junkyard. El álbum fue producido por Brett Gurewitz y lanzado por Epitaph Records. Posteriormente, tras la breve reunión, Baker ocupa el lugar de Gurewitz en Bad Religion.
Es hasta el 2002 que la banda vuelve a reunirse, grabando en esta ocasión Minority of One, álbum lanzado por Revelation Records, al mismo tiempo, Dischord reedita Can I Say y Wig Out at Denko's, incluyendo material extra como versiones alternativas y grabaciones en vivo. Desde entonces, Dag Nasty se mantiene como un proyecto paralelo de sus integrantes, motivo por el cual no se realizó gira promocional para las grabaciones realizadas en 1992 y 2002. 

### Después de Dag Nasty
Dave Smalley formó Down by Law junto a los miembros de la agrupación Chemical People, grabando el homónimo álbum debut en 1991, la agrupación ha sufrido varios cambios, manteniéndose la base de Smalley y el guitarrista Sam Williams desde 1994. También ha formado parte de All, banda formada por los miembros de Descendents sin el vocalista Milo Aukerman.
Brian Baker se incorporó a la banda de hard rock Junkyard antes de su lanzamiento debut, además, forma parte de Bad Religion desde el álbum The Gray Race, cubriendo la salida de Brett Gurewitz de la agrupación, manteniéndose en la alineación después del regreso de Gurewitz.
Colin Sears formó The Marshes junto a Emil Busi y Steven Wardlaw, posteriormente forma parte de Handgun Bravado y The Valley Floor, además de trabajar para la Comisión de Desarrollo de Portland.
Roger Marbury vive en Boston, Massachusetts, donde trabaja como ingeniero de iluminación en la industria cinematográfica.
Shawn Brown formó parte de la banda Swiz, desempeñándose también como tatuador en Washington. Peter Cortner, además de trabajar como profesor de educación primaria, realiza música, estrictamente como hobby, bajo el nombre "GPFA" y con The Gerunds. Doug Carrion participó en algunos proyectos musicales después de la separación de 1988, tales como Pale, For Love Not Lisa, Humble Gods y Kottonmouth Kings. Scott Garret participó con The Cult y otros proyectos, incluyendo Wired All Wrong.

## Miembros
| Miembros actuales - Shawn Brown – voces (1985–1986, 2012, 2015–presente) - Brian Baker – guitarras (1985–1987, 1991–1992, 2002, 2012, 2015–presente) - Roger Marbury – bajo (1985–1988, 1991–1992, 2002, 2012, 2015–presente) - Colin Sears – batería (1985–1987, 1991–1992, 2002, 2012, 2015–presente) | Miembros anteriores - Dave Smalley – voces (1986, 1991–1992, 2002) - Peter Cortner – voces (1986–1988) - Doug Carrion – bajo (1987–1988) - London May – batería (1987) - Scott Garrett – batería (1987–1988) |

## Discografía

### Álbumes
| * Can I Say – 1986, Dischord Records |                                                          |          |  |
| N.º                                  | Título                                                   | Duración |  |
| 1.                                   | «Values Here»                                            | 2:22     |  |
| 2.                                   | «One to Two»                                             | 2:15     |  |
| 3.                                   | «Circles»                                                | 3:46     |  |
| 4.                                   | «Thin Line»                                              | 2:31     |  |
| 5.                                   | «Justification»                                          | 2:51     |  |
| 6.                                   | «What Now?»                                              | 2:16     |  |
| 7.                                   | «I've Heard»                                             | 1:43     |  |
| 8.                                   | «Under Your Influence»                                   | 2:36     |  |
| 9.                                   | «Can I Say»                                              | 1:59     |  |
| 10.                                  | «Never Go Back»                                          | 2:39     |  |
| 11.                                  | «Another Wrong» (Solo en la reedición del 2002)          | 2:19     |  |
| 12.                                  | «My Dog's a Cat» (Solo en la reedición del 2002)         | 2:05     |  |
| 13.                                  | «I've Heard» (En vivo, solo en la reedición del 2002)    | 2:19     |  |
| 14.                                  | «Another Wrong» (En vivo, solo en la reedición del 2002) | 2:20     |  |
| 15.                                  | «Trying» (En vivo, solo en la reedición del 2002)        | 2:09     |  |
| 16.                                  | «Justification» (En vivo, solo en la reedición del 2002) | 3:58     |  |

| * Wig Out at Denko's – 1987, Dischord Records |                                                                         |          |  |
| N.º                                           | Título                                                                  | Duración |  |
| 1.                                            | «The Godfather»                                                         | 3:21     |  |
| 2.                                            | «Trying»                                                                | 1:59     |  |
| 3.                                            | «Safe»                                                                  | 3:06     |  |
| 4.                                            | «Fall»                                                                  | 2:54     |  |
| 5.                                            | «When I Move»                                                           | ´1:53    |  |
| 6.                                            | «Simple Minds»                                                          | 2:01     |  |
| 7.                                            | «Wig Out at Denko's»                                                    | 3:15     |  |
| 8.                                            | «Exercising»                                                            | 3:35     |  |
| 9.                                            | «Dag Nasty»                                                             | 3:15     |  |
| 10.                                           | «Crucial Three»                                                         | 2:33     |  |
| 11.                                           | «Safe» (Versión alternativa, solo en la reedición del 2002)             | 3:14     |  |
| 12.                                           | «Trying» (Versión alternativa, solo en la reedición del 2002)           | 1:48     |  |
| 13.                                           | «Fall» (Versión alternativa, solo en la reedición del 2002)             | 1:12     |  |
| 14.                                           | «Roger» (Versión alternativa, solo en la reedición del 2002)            | 1:12     |  |
| 15.                                           | «Mango» (Versión alternativa, solo en la reedición del 2002)            | 2:15     |  |
| 16.                                           | «When I Move» (Versión acústica en vivo, solo en la reedición del 2002) | 2:00     |  |
| 17.                                           | «I've Heard» (Versión acústica en vivo, solo en la reedición del 2002)  | 0:52     |  |

| * Field Day – 1988, Giant Records |                                                |          |  |
| N.º                               | Título                                         | Duración |  |
| 1.                                | «Trouble Is»                                   | 3:33     |  |
| 2.                                | «Field Day»                                    | 2:28     |  |
| 3.                                | «Things That Make No Sense»                    | 2:44     |  |
| 4.                                | «The Ambulance Song»                           | 3:37     |  |
| 5.                                | «Staring at the Rude Boys» (Cover de The Ruts) | 2:49     |  |
| 6.                                | «13 Seconds Underwater»                        | 0:46     |  |
| 7.                                | «La Penita»                                    | 4:09     |  |
| 8.                                | «Dear Mrs. Touma»                              | 2:36     |  |
| 9.                                | «Matt»                                         | 1:34     |  |
| 10.                               | «I've Heard»                                   | 0:11     |  |
| 11.                               | «Under Your Influence»                         | 3:37     |  |
| 12.                               | «Typical»                                      | 2:46     |  |
| 13.                               | «Here's to You»                                | 2:49     |  |
| 14.                               | «16 Count»                                     | 0:21     |  |
| 15.                               | «Never Green Lane» (Solo en CD)                | 1:55     |  |
| 16.                               | «You're Mine» (Solo en CD)                     | 3:52     |  |
| 17.                               | «All Ages Show» (Solo en CD)                   | 2:38     |  |
| 18.                               | «12XU» (Solo en CD)                            | 1:32     |  |

| * Four on the Floor – 1992, Epitaph Records |                    |          |  |
| N.º                                         | Título             | Duración |  |
| 1.                                          | «Still Waiting»    | 2:52     |  |
| 2.                                          | «Going Down»       | 2:24     |  |
| 3.                                          | «Turn It Around»   | 3:25     |  |
| 4.                                          | «Million Days»     | 3:37     |  |
| 5.                                          | «Roger»            | 1:20     |  |
| 6.                                          | «S.F.S.»           | 2:51     |  |
| 7.                                          | «We Went Wrong»    | 3:22     |  |
| 8.                                          | «Down Time»        | 2:51     |  |
| 9.                                          | «Lie Down and Die» | 2:27     |  |
| 10.                                         | «Mango»            | 3:12     |  |

| * Minority of One – 2002, Revelation Records |                            |          |  |
| N.º                                          | Título                     | Duración |  |
| 1.                                           | «Ghosts»                   | 2:49     |  |
| 2.                                           | «Minority of One»          | 2:18     |  |
| 3.                                           | «Bottle This»              | 3:52     |  |
| 4.                                           | «Broken Days»              | 3:54     |  |
| 5.                                           | «Your Words»               | 2:02     |  |
| 6.                                           | «Incinerate»               | 1:57     |  |
| 7.                                           | «Throwing Darts»           | 2:01     |  |
| 8.                                           | «White Flag»               | 3:29     |  |
| 9.                                           | «Twisted Again»            | 2:41     |  |
| 10.                                          | «Average Man»              | 3:22     |  |
| 11.                                          | «Wasting Away»             | 3:26     |  |
| 12.                                          | «100 Punks» (Hidden track) | 3:21     |  |

### EP y recopilatorios
| * All Ages Show – 1987, Giant Records |                                                |          |  |
| N.º                                   | Título                                         | Duración |  |
| 1.                                    | «All Ages Show»                                |          |  |
| 2.                                    | «You're Mine»                                  |          |  |
| 3.                                    | «Staring at the Rude Boys» (Cover de The Ruts) |          |  |

| * Trouble Is – 1988, Giant Records |                    |          |  |
| N.º                                | Título             | Duración |  |
| 1.                                 | «Trouble Is»       |          |  |
| 2.                                 | «Never Green Lane» |          |  |
| 3.                                 | «12XU»             |          |  |

| * 85-86 – 1987, Selfless Records |                    |          |  |
| N.º                              | Título             | Duración |  |
| 1.                               | «Another Wrong»    |          |  |
| 2.                               | «Circles»          |          |  |
| 3.                               | «Can I say»        |          |  |
| 4.                               | «I've Heard»       |          |  |
| 5.                               | «Never Go Back»    |          |  |
| 6.                               | «Justification»    |          |  |
| 7.                               | «Trying» (En vivo) |          |  |
| 8.                               | «Moni-Q» (En vivo) |          |  |
| 9.                               | «Fall»             |          |  |
| 10.                              | «Trying»           |          |  |
| 11.                              | «All Ages Show»    |          |  |
| 12.                              | «Safe»             |          |  |
| 13.                              | «Mule»             |          |  |
| 14.                              | «My Dog is a Cat»  |          |  |
| 15.                              | «Another Wrong II» |          |  |